# Thinusa fletcheri
Thinusa fletcheri är en skalbaggsart som beskrevs av Thomas Casey 1906. Thinusa fletcheri ingår i släktet Thinusa och familjen kortvingar. Inga underarter finns listade i Catalogue of Life.